# Saint-Dié-des-Vosges
Saint-Dié-des-Vosges és un municipi francès, situat al departament dels Vosges i a la regió del Gran Est. L'any 1999 tenia 22.569 habitants.

## Geografia

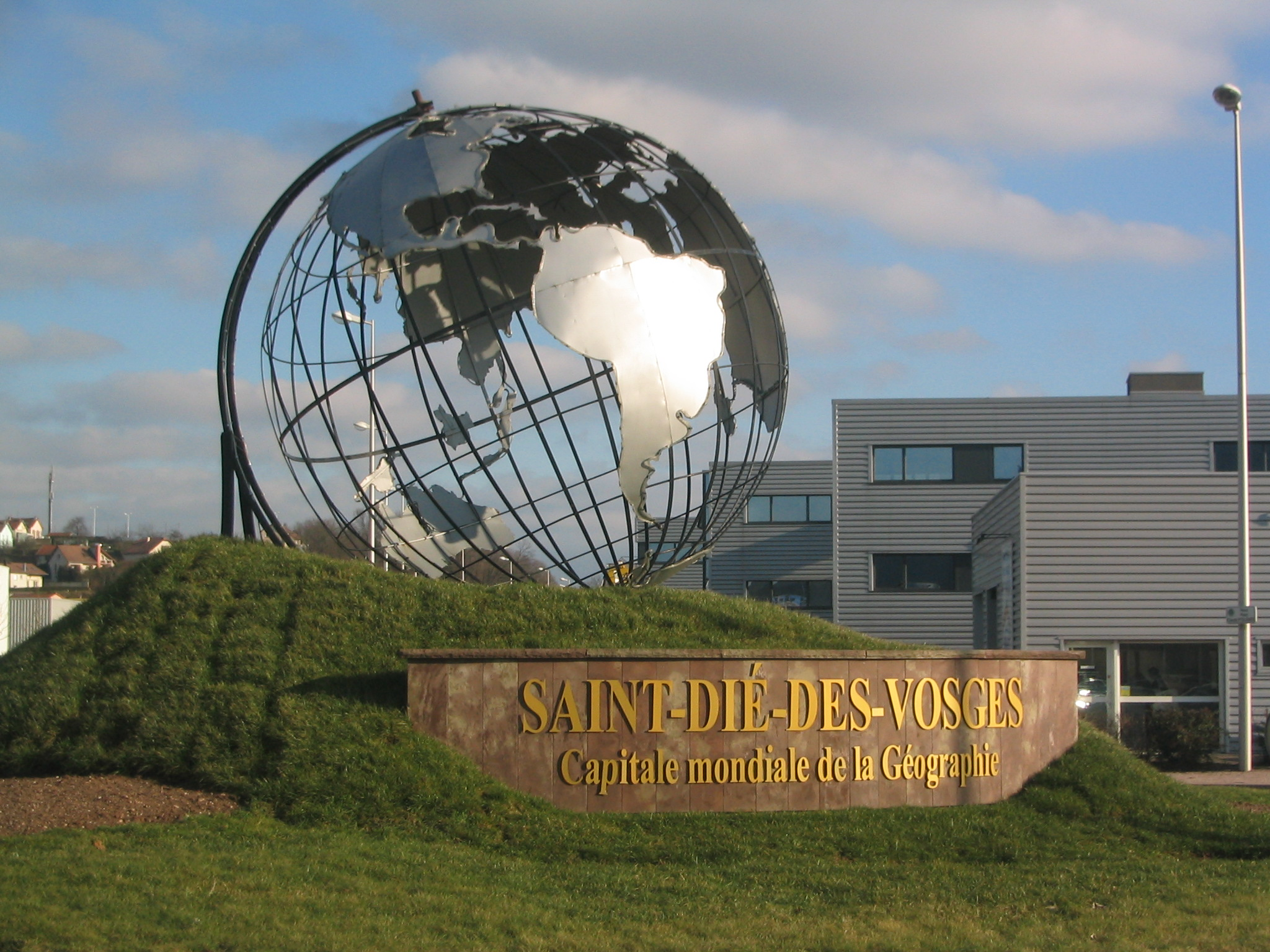
Capital de la geografia

Té 22.569 habitants (1999), una superfície de 46,15 km2 (densitat 489 h/km²).
El Festival internacional de geografia se celebra anualment a Saint-Dié-des-Vosges, "capital mundial de la geografia".

## Història
1507: Cosmographiae Introductio (Martin Waldseemüller)

## La ciutat
- Catedral
- Església de Sant Martí
- Claustre
- Museu Pierre-Noël
- Torre de la Llibertat
- Usine Claude et Duval (arquitecte Le Corbusier)

## Ensenyament

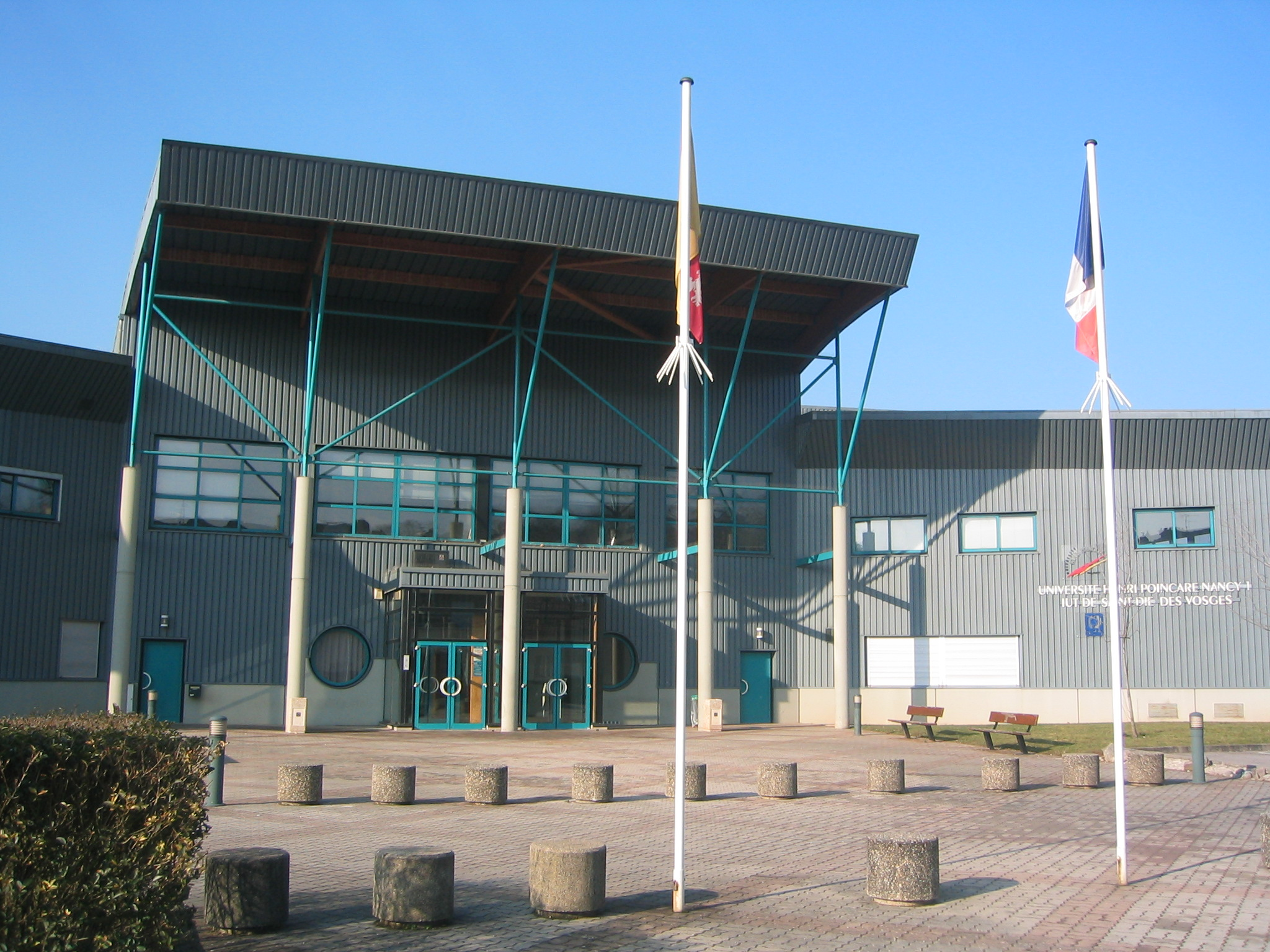
Institut universitari de tecnologia

L'Institut universitari de tecnologia (fr. Institut universitaire de technologie) de Saint-Dié-des-Vosges forma part de la Universitat Henri Poincaré de Nancy.
- Informàtica
- Internet
- Comunicació

## Fills i filles il·lustres de la ciutat
- Jacques Augustin, pintor (miniatures)
- Ferdinand Brunot, lingüista
- Jules Ferry
- Yvan Goll
- Kalidou Koulibaly, jugador de futbol

## Viles agermanades
- Arlon (Bèlgica)
- Cattolica (Itàlia)
- Crikvenica (Croàcia)
- Friedrichshafen (Alemanya)
- Lowell (Estats Units)
- Meckhe (Senegal)
- Ville de Lorraine (Canadà)
- Zakopane (Polònia)